# Bisankhunarayan
Bisankhunarayan – gaun wikas samiti w środkowej części Nepalu w strefie Bagmati w dystrykcie Lalitpur. Według nepalskiego spisu powszechnego z 2001 roku liczył on 885 gospodarstw domowych i 4526 mieszkańców (2286 kobiet i 2240 mężczyzn).